# Friedrich Knutzen
Friedrich Knutzen (* 13. Januar 1881 in Gangerschild; † 11. Mai 1938 in Schopfheim) war ein deutscher Politiker der DDP.

## Leben und Beruf
Nach der Volksschule begann Knutzen 1896 eine Ausbildung zum Verwaltungsangestellten in Eckernförde. Nach deren erfolgreichem Abschluss trat er 1898 in den Dienst der Stadt Eutin, um 1910 als Gemeindevorsteher nach Ahrensburg zu wechseln. Daneben war er seit 1911 auch Amtsvorsteher des Amtsbezirkes Ahrensburg-Woldenhorn. Beide Ämter nahm er bis zu seiner Wahl zum Landrat wahr. 1927 erkrankte er an Tuberkulose.
Im September 1933 wurde Knutzen gegen den erbitterten Widerstand der NSDAP im Kreis Stormarn, die ihn endgültig aus dem Staatsdienst entlassen sehen wollte, in das Regierungspräsidium der Provinz Schleswig-Holstein in Schleswig versetzt und dort für die Siedlungsentwicklung im Unterelbegebiet zuständig. 1937 erfolgte eine Abordnung an die Landesplanungsgesellschaft Schleswig-Holstein, wo er die Umsetzung des Groß-Hamburg-Gesetzes aus Schleswig-Holsteinischer Sicht begleiten sollte. Er starb an den Folgen seiner Tuberkulosekrankheit im Mai 1938 bei einem Kuraufenthalt.

## Partei
Knutzen trat 1919 der DDP bei und gehörte ihr bis zu deren Auflösung 1933 an.

## Öffentliche Ämter
Im August 1919 wurde Knutzen mit den Stimmen von DDP und DVP als Nachfolger Joachim von Bonins zum Landrat des Kreises Stormarn gewählt. Er war der erste gewählte Landrat und hatte dieses Amt während der gesamten Weimarer Republik inne. Knutzen wurde gegen die damaligen Mehrheitsverhältnisse im Kreistag (SPD) vom bürgerlichen Lager gewählt. Am 17. März 1933 wurde er von den Nationalsozialisten seines Amtes enthoben und in den einstweiligen Ruhestand versetzt.
Während des Kapp-Putsches stellte sich Knutzen, seiner liberalen Grundhaltung entsprechend, auf die Seite der Republik, was ihm fürderhin auch die Unterstützung der SPD im Kreistag sicherte.
Die erste Hälfte seiner Amtszeit war Knutzen insbesondere damit beschäftigt, die Folgen von Krieg und Inflation zu Beseitigen. So engagierte er sich für die Ansiedlung von Industriebetrieben, um neue Arbeitsplätze zu schaffen, und für den Wohnungsbau, um der Wohnungsnot Herr zu werden. Die zweite Hälfte seiner Tätigkeit widmete er überwiegend der Stärkung der Infrastruktur des Kreises. Neben der Schaffung neuer Buslinien stand auch die Errichtung kommunaler Einrichtungen, wie des Kreiskrankenhauses, auf seiner Agenda. Das Unterelbegesetz von 1927, das unter anderem zur Bildung der Großgemeinde Billstedt führte, ist wesentlich von ihm initiiert worden.

## Orden und Auszeichnungen
- 1917 Verdienstkreuz für Kriegshilfe

## Veröffentlichungen
- Denkschrift über die Wanderungs- und Siedlungsvorgänge im Unterelbegebiet, 1933